# Поветкин, Юрий Сергеевич
Юрий Сергеевич Поветкин (7 июня 1939, Москва — 22 июня 2006, Москва) — Пятикратный чемпион мира, мастер спорта по тяжелой атлетике и пауэрлифтингу, кандидат педагогических наук, пропагандист и популяризатор спорта, спортсмен и тренер, изобретатель.

## Биография
Поветкин Юрий Сергеевич — инвалид с 17 лет, пятикратный чемпион мира по пауэрлифтингу, мастер спорта по тяжелой атлетике и пауэрлифтингу, кандидат педагогических наук, один из первых кто стал культивировать пауэрлифтинг в Москве.
В 1974 году Московском энергетическом институте на кафедре инженерной электрофизики получил ученую степень кандидата педагогических наук. Тема диссертации «Оптимизация техники движений, методика обучения и судейство тяжелоатлетических упражнений с учетом гибких свойств спортивного снаряда».
Работая в Алжире посещал семинары федерации спортсменов-инвалидов и по возвращении в СССР в 1988 году не оставил идею приобщения людей с ограниченными возможностями к силовым видам спорта.
И в 1991 году занялся инвалидами в клубе «Стимул» на Серебрянической набережной. Помимо людей с ограниченными возможностями тренировал и готовил к соревнованиям здоровых спортсменов.
За свою тренерскую практику Поветкин подготовил девять чемпионов Европы, восемь чемпионов мира, десятки мастеров спорта, чемпионов Москвы и России по пауэрлифтингу среди инвалидов и здоровых спортсменов.
Умер 22 июня 2006 во время тренировки на 67 году жизни.
В 2013 году Москомспорт наградил атлетический клуб «Аксон» за активную работу по подготовке сборной команды ЮВАО г. Москвы для участия в Московской комплексной спартакиаде «Мир равных возможностей» среди лиц с ограниченными возможностями здоровья различных категорий.
В 2013 году спортивному клубу «Аксон» по распоряжению Сергея Собянина было присвоено имя Поветкина Юрия Сергеевича.

## Достижения
В 1974 году диссертации «Оптимизация техники движений, методика обучения и судейство тяжелоатлетических упражнений с учетом гибких свойств спортивного снаряда» Архивная копия от 13 декабря 2019 на Wayback Machine.

## Выступления
Последние выступления  Архивная копия от 22 августа 2018 на Wayback Machine
|  | Фед  | Год  | Соревнование                                                         | М | Кат  | Возр | Вес   | П   | Ж      | Т   | Сумма | Див  | Дата             | Место проведения |
|  | ФПМ  | 2006 | Открытый Кубок Москвы по жиму лёжа                                   | 3 | 67.5 | O    | 63.95 | —   | 127.5  | —   | —     | экип | 13 мая 2006      | Москва           |
|  | ФПР  | 2006 | Чемпионат России по пауэрлифтингу среди ветеранов                    | 2 | 67.5 | M3   | 62.45 | 155 | 130    | 160 | 445   | экип | 14 — 16 апр 2006 | Санкт-Петербург  |
|  | ФПРИ | 2006 | Чемпионат России по жиму среди спортсменов с ПОДА                    | 8 | 67.5 | DS   | 61.90 | —   | 120    | —   | —     | б/э  | 21 — 26 мар 2006 | Суздаль          |
|  | ФПР  | 2005 | Чемпионат России по пауэрлифтингу среди ветеранов                    | 1 | 67.5 | M3   | 63.30 | 165 | 135    | 190 | 490   | экип | 18 — 21 авг 2005 | Санкт-Петербург  |
|  | ФПР  | 2005 | III Первенство России по жиму лёжа среди ветеранов                   | 1 | 67.5 | M3   | 65.40 | —   | 125    | —   | —     | экип | 11 — 13 мар 2005 | Калуга           |
|  | ФПР  | 2004 | Чемпионат России по пауэрлифтингу среди ветеранов                    | 1 | 67.5 | M3   | —     | 180 | 135    | 185 | 500   | экип | 18 — 21 мар 2004 | Калуга           |
|  | ФПМ  | 2003 | Открытый кубок Москвы по жиму лежа                                   | 5 | 67.5 | O    | 65.15 | —   | 125    | —   | —     | экип | 28 декабря 2003  | Москва           |
|  | IPF  | 2003 | Чемпионат мира IPF по жиму лежа среди ветеранов                      | 1 | 67.5 | M3   | 66.60 | —   | 132.5  | —   | —     | экип | 16 — 20 апр 2003 | Nymburk          |
|  | ФПР  | 2003 | Чемпионат России по пауэрлифтингу среди ветеранов                    | 3 | 75   | M3   | 67.80 | 180 | 140nm3 | 180 | 500   | экип | 15 — 18 мар 2003 | Калуга           |
|  | ФПМ  | 2001 | Открытый кубок Москвы по жиму лежа                                   | 3 | 67.5 | O    | 65.65 | —   | 145    | —   | —     | экип | 22 декабря 2001  | Москва           |
|  | ФПМ  | 2001 | Кубок Москвы по пауэрлифтингу и чемпионат в отдельных упражнениях    | 3 | 67.5 | O    | 66.10 | 170 | 140    | 190 | 500   | экип | 24 — 26 авг 2001 | Москва           |
|  | IPF  | 2000 | Чемпионат IPF по жиму среди инвалидов                                | 3 | 75   | O    | 68.40 | —   | 130    | —   | —     | б/э  | 8 декабря 2000   | Frýdek-Místek    |
|  | IPF  | 1999 | Чемпионат IPF по жиму среди инвалидов                                | 2 | 67.5 | O    | 65.90 | —   | 130    | —   | —     | б/э  | 8 декабря 1999   | Vaasa            |
|  | ФПР  | 1999 | Чемпионат России ФПР по жиму лежа                                    | 4 | 67.5 | O    | 66.20 | 135 | 135    | —   | —     | экип | 12 июня 1999     | Великий Новгород |
|  | ФПР  | 1999 | Чемпионат России по пауэрлифтингу среди ветеранов                    | 2 | 67.5 |      | —     | 190 | 140    | 200 | 530   | экип | 8 — 11 апр 1999  | Калуга           |
|  | ФПМ  | 1998 | Открытый чемпионат Москвы по пауэрлифтингу и в отдельных упражнениях | 4 | 67.5 | O    | 67.20 | 190 | 145    | 210 | 545   | экип | 15 — 16 авг 1998 | Москва           |
|  | EPF  | 1998 | Чемпионат Европы EPF по пауэрлифтингу среди ветеранов                | 1 | 67.5 | M2   | 66.90 | 185 | 140    | 195 | 520   | экип | 22 — 26 июл 1998 | Ústí nad Labem   |
|  | IPF  | 1997 | Чемпионат мира IPF по пауэрлифтингу среди ветеранов                  | 3 | 67.5 | M2   | 66.70 | 185 | 135    | 200 | 520   | экип | 14 — 19 окт 1997 | Székesfehérvár   |
|  | EPF  | 1997 | Чемпионат Европы EPF по пауэрлифтингу среди ветеранов                | 1 | 67.5 | M2   | 66.30 | 190 | 145    | 205 | 540   | экип | 3 — 7 июл 1997   | Palanga          |
|  | ФПР  | 1995 | Чемпионат России по пауэрлифтингу среди ветеранов                    | 1 | 67.5 | M2   | —     | 210 | 150    | 220 | 580   | экип | 21 — 23 апр 1995 | Ижевск           |

Рекорды  Архивная копия от 22 августа 2018 на Wayback Machine
|      | Фед | Див  | Возр | Кат  | Вес   | Упр            | Рекорд | Дата, Местоположение, Сорев / Комм                                       | Действ |
| · 6  | EPF | экип | M2   | 67.5 | 65.5  | Жим лежа (тр.) | 140    | Чемпионат Европы EPF по пауэрлифтингу среди ветеранов 9 июля 1993 Москва | нет    |
| · 20 | ФПР | экип | O    | 67.5 | 67.15 | Тяга           | 232.5  | 17 февраля 1989 Красноярск                                               | нет    |
| · 35 | ФПР | экип | O    | 67.5 | —     | Сумма          | 545    | 19 февраля 1988 Тюмень                                                   | нет    |